# Rawa (Iraq)
Rawa (in arabo راوة‎?, Rāwa) è una cittadina dell'Iraq del Governatorato di al-Anbar, sita nei pressi di un tratto del fiume Eufrate, a 320 chilometri a ovest di Baghdad e relativamente vicina ai confini orientali della Siria.
Essa collega la sponda settentrionale del fiume con l'assai più vasta città di ʿĀna (in arabo عانة‎?). 
Tra i 20 000 abitanti circa di Rāwa - chiamati Rāwiyyūn e la cui eventuale nisba è quindi al-Rāwī - figura un buon numero di appartenenti alla grande tribù sunnita dei Dulaym (forte già nel 1917 di circa 193 000 elementi), presenti anche a Ramadi, Fallūja e nella stessa antichissima città di ʿĀna.
Non si conosce il reale grado di simpatia della popolazione nei confronti dell'organizzazione terroristica sunnita dello Stato Islamico dell'Iraq e del Levante e del suo leader Abu Bakr al-Baghdadi, chiamato all'inizio della sua attività anti-governativa, anti-statunitense, anti-cristiana e anti-sciita "Emiro di Rawa" dai suoi sostenitori.
La città è stata riconquistata dall'esercito regolare iracheno il 17 novembre 2017.